# دانژو
دانژو (به لاتین: Danzhou) یک شهر مرکزی در جمهوری خلق چین است که در هاینان واقع شده‌است. دانژو ۹۳۲٬۳۶۲ نفر جمعیت دارد.